# Trnovec (Trnovec Bartolovečki)
Trnovec is een plaats in de gemeente Trnovec Bartolovečki in de Kroatische provincie Varaždin. De plaats telt 4127 inwoners (2001).